# Llorenç de Rocafort
Llorenç de Rocafort (o Llorenç de Vallbona) és un poble del municipi de Sant Martí de Riucorb, a la comarca de l'Urgell. L'any 2007 tenia 60 habitants.
La població també és coneguda com a Llorenç de Vallbona. El determinatiu de Vallbona prové del fet que aquesta població havia depengut senyorialment fins a la desamortització del proper monestir de Vallbona de les Monges.
L'església parroquial, construïda entre els segles xiii i xiv, està dedicada als Sants Abdó i Senén.
A més, a l'entrada de la població s'hi pot veure una creu de terme gòtica.
Anant cap a Vallbona de les Monges, s'hi amaga una era, l'era de les bruixes. Hi ha una roca amb una creu dibuixada.